# Plemyriopsis
Plemyriopsis là một chi bướm đêm thuộc họ Geometridae.